# 葫芦果山矾
葫芦果山矾（学名：Symplocos cavaleriei）为山矾科山矾属下的一个种。

## 扩展阅读
維基物種上的相關：葫芦果山矾